# منطقه تاریخی خیابان پارک، (دیترویت، میشیگان)
منطقه تاریخی خیابان پارک (به انگلیسی: Park Avenue Historic District) یک منطقهٔ مسکونی در ایالات متحده آمریکا است که در دیترویت واقع شده‌است.